# 科马里奇
科马里奇（羅馬化：Komarichi）是俄罗斯布良斯克州的市级镇、科马里奇区行政中心，位于杰斯纳河流域内，距州府布良斯克约98（61英里）。
该地2021年人口有7,622人；2010年人口7,686；2002年人口7,234；1989年人口8,053。